# Metasia dicealis
Metasia dicealis là một loài bướm đêm thuộc họ Crambidae. Nó được tìm thấy ở Úc.